# Calmann-Lévy
Calmann-Lévy és una editorial francesa fundada el 1836 per Michel Lévy (1821–1875) amb el nom de Michel Lévy frères. El seu germà Kalmus «Calmann» Lévy (1819–1891) s'hi va incorporar el 1844.

## Història
Després de la mort de Michel el 1875, Calmann es va convertir en l'únic propietari i l'empresa va passar a anomenar-se Calmann-Lévy. Poc abans de la seva mort, va formar amb els seus tres fills una societat.
El 1875, l'empresa era una de les principals editorials d'Europa i va publicar la majoria dels autors francesos importants de la segona meitat del segle xix, com Honoré de Balzac, Charles Baudelaire, René Bazin, Gabriele D'Annunzio, Alexandre Dumas, Gustave Flaubert, Victor Hugo, Alphonse de Lamartine, Ernest Renan, George Sand o Stendhal. El 1891 va publicar les memòries de Charles Maurice de Talleyrand-Périgord, i el 1893 les memòries d'Alexis de Tocqueville. El 1893, Calmann va ser succeït pels seus fills Georges, Paul i Gaston, que van publicar autors com Anatole France, Pierre Loti i Marcel Proust.
Durant l'ocupació nazi de França, Gaston Lévy va ser arrestat i l'empresa editorial, dirigida pels alemanys, va passar a anomenar-se el 1943 Éditions Balzac. Després de l'alliberament de París, la companyia va ser dirigida per Léon Pioton. Entre els autors editats a la postguerra hi figuren Arthur Koestler, Elia Kazan, Anne Frank, i més endavant Donna Leon, Nicolas Hulot, Patricia Cornwell i Guillaume Musso, entre d'altres.
Des de 1993, Calmann-Lévy és propietat de l'editorial Hachette que al seu torn és propietat de Lagardère Group.